# Maria Laskarina
Maria Laskarina (Nicea 1206 - Boeda, 16 juni of 24 juli 1270) was een Byzantijnse prinses en Hongaarse koningin. 

## Levensloop
Zij was een dochter van keizer Theodoros I Laskaris van Byzantium, in zijn eerste huwelijk met Anna Angelina. In 1218 huwde ze met koning Béla IV van Hongarije.
Van 1235 tot 1270 was zij koningin van Hongarije. Zij vluchtte met haar man, Bela IV, naar het hertogdom Oostenrijk, na de invasie van de Gouden Horde in Hongarije. Nadien hielp ze mee bij de opbouw van Hongarije. Zij overleed kort na haar man, beiden in het jaar 1270. Béla IV en Maria Laskarina kregen volgende kinderen:
- H. Cunegonda van Polen (1224 - 24 juli 1292), geheiligd door de Rooms-Katholieke Kerk in 1999
- Z. Helena van Silezië (1235 - 11 juni 1298)
- Elisabeth (1236-1271), die huwde met hertog Hendrik XIII van Beieren
- Stefanus V van Hongarije (1240 - 1 augustus 1272)
- H. Margaretha van Hongarije (1242 - 18 januari 1271). Zij gaf haar naam aan het Margaretha-eiland in de Donau.